# Jan Vierth
Jan Vierth, född 26 november 1965, är en svensk manusförfattare. 

## Filmografi (urval)
- De tre vännerna och Jerry
- Lisa
- Björnes magasin
- Jack och Pedro
- Nicke och Nilla
- Allt och lite till
- Allram Eest
- Höjdarna
- Nasse
- Lilla spöket Laban
- Hotell Kantarell
- Superhjältejul (julkalendern 2009)